# Millar (Familienname)
Millar ist ein englischer Familienname, der zuerst im schottisch-englischen Grenzland, speziell in Dumfriesshire auftrat.

## Namensträger
- Addison Thomas Millar (1860–1913), US-amerikanischer Maler und Radierer
- Aidan Millar (* 1995), kanadischer Biathlet
- Alexander Millar (* 1985), englischer Pokerspieler
- Anthony Millar (1934–1993), irischer Politiker (Fianna Fáil)
- Charles Vance Millar (1853–1926), kanadischer Anwalt und Unternehmer
- David Millar (* 1977), schottischer Radrennfahrer
- Fergus Millar (1935–2019), britischer Althistoriker
- Frederick Millar, 1. Baron Inchyra (1900–1989), britischer Diplomat
- Gurth Hoyer-Millar († 2014), schottischer Rugbyspieler
- Hal Millar (1913–1991), US-amerikanischer Szenenbildner und Filmtechniker
- Harold Robert Millar (1869–1942), britischer Grafiker und Illustrator
- Ian Millar (* 1947), kanadischer Springreiter
- J. Donald Millar († 2015), US-amerikanischer Mediziner und Verwaltungsbeamter
- Jimmy Millar (1934–2022), schottischer Fußballspieler und -trainer
- John Millar (1735–1801), schottischer Philosoph und Historiker
- Jonathon Millar (* 1974), kanadischer Springreiter
- Judy Millar (* 1957), neuseeländische Malerin
- Liam Millar (* 1999), kanadischer Fußballspieler
- Luke Millar, neuseeländischer Spezialeffektkünstler
- Marc Millar (* 1969), schottischer Fußballspieler
- Margaret Millar (1915–1994), kanadische Krimi-Schriftstellerin
- Mark Millar (Comicautor) (* 1969), britischer Comicautor
- Mark Millar (Fußballspieler) (* 1988), schottischer Fußballspieler
- Martin Millar (Martin Scott; * 1956), schottischer Fantasy-Autor
- Mary Millar (1936–1998), britische Sängerin und Schauspielerin
- Mike Millar (* 1965), kanadischer Eishockeyspieler
- Miles Millar (* ~1967), US-amerikanischer Drehbuchautor und Produzent
- Oliver Millar (1923–2007), britischer Historiker
- Robert Millar (Fußballspieler) (1890–1967), US-amerikanischer Fußballspieler und -trainer
- Robert Millar (* 1958), schottischer Radrennfahrer, siehe Philippa York
- Robert Millar, 2. Baron Inchyra (1935–2011), britischer Banker, Politiker und Peer
- Robin Millar (Musiker) (* 1951), britischer Musiker und Musikproduzent
- Robin Millar (Politiker) (* 1968), britischer Politiker (Conservative Party)
- Rodrigo Millar (* 1981), chilenischer Fußballspieler
- Ruth Millar (* 1975), britische Schauspielerin
- Sam Millar (* 1955), nordirisch-britischer Schriftsteller
- Syd Millar (1934–2023), irischer Rugbyspieler und Funktionär
- Willie Millar (Fußballspieler, 1901) (William Mills Millar; 1901–1966), schottischer Fußballspieler
- Willie Millar (Fußballspieler, 1906) (William Thomas Millar; 1906–1986), nordirischer Fußballspieler
- Willie Millar (Fußballspieler, 1924) (William Millar; 1924–1995), schottischer Fußballspieler